# Somatina sordida
Somatina sordida là một loài bướm đêm trong họ Geometridae.